# Sulfina Barbu
Sulfina Barbu, née le 9 mars 1967, est une femme politique roumaine, membre du Parti démocrate-libéral (PDL) et ayant appartenu au Parti démocrate (PD).

## Biographie
Ingénieur géologue, diplômée de l'université de Bucarest en 1990 et titulaire d'un doctorat depuis 2007, elle travaillé dans le secteur privé de 1991 à 2001, puis est devenue directrice à la mairie de Bucarest, alors dirigée par Traian Băsescu.
Ayant adhéré au PD en 1997, elle est élue vice-présidente de l'Organisation des femmes (OFPD) six ans plus tard. Le 29 décembre 2004, après l'arrivée au pouvoir de l'Alliance justice et vérité (DA), dont fait partie le PD, elle est nommée ministre de l'Environnement et des Forêts dans le gouvernement dirigé par le dirigeant libéral Călin Popescu-Tăriceanu. Elle est désignée, en 2006, présidente de l'OFPD.
Elle est démise de ses fonctions gouvernementales, avec l'ensemble des ministres démocrates, le 5 avril 2007, et retourne alors au secteur privé. En 2008, elle devient membre du PDL, issu de la fusion du PD et du Parti libéral-démocrate, et prend la présidence de l'Organisation des femmes (OFPDL).
Élue à la Chambre des députés en 2008, elle est portée à la présidence de la commission de l'Administration publique, de l'Aménagement du territoire et de l'Équilibre écologique. Le 19 septembre 2011, elle est nommée ministre du Travail, de la Famille et de la Protection sociale dans le gouvernement d'Emil Boc. Elle est remplacée, le 9 février 2012, par Claudia Boghicevici.